# Yehud-Monosson
Yehud-Monosson (en hebreu: יְהוּד-מוֹנוֹסוֹן) és una ciutat del Districte Central d'Israel. Segons l'Oficina Central d'Estadístiques d'Israel (OCEI) a finals de 2004 la ciutat tenia una població de 25.100 habitants.